# Lepidopus manis
Lepidopus manis is een straalvinnige vissensoort uit de familie van haarstaarten (Trichiuridae). De wetenschappelijke naam van de soort is voor het eerst geldig gepubliceerd in 1987 door Rosenblatt & Wilson.